# 北京栖湖饭店
北京栖湖饭店（英語：Qihu Hotel），位于北京市怀柔区雁栖湖雁秀路11号。

## 简介
北京栖湖饭店于1988年开业，1995年曾执行第四次世界妇女大会接待任务，1996年正式注册。2006年开始装修扩建，2007年8月1日恢复对外营业。经过此次扩建，该饭店增加了不少设施。该饭店是2007-2008北京市政府会议招标定点单位之一。2014中国APEC峰会期间，该酒店是主办方向媒体记者推荐的酒店之一。